# Shiraz Shivji
Shiraz Shivji - né en 1947 dans l'actuelle Tanzanie - est le développeur à l'origine de l'Atari ST. Il a également participé à la conception du Commodore 64.

## La naissance de l'Atari ST
Lorsque Jack Tramiel quitte Commodore et prend le contrôle d'Atari en 1984, la société est dans une mauvaise passe.
Shiraz Shivji est nommé vice-président d'Atari chargé de la recherche et du développement et dirige une équipe de six ingénieurs transfuges de Commodore qui conçoivent le premier prototype de l'Atari 520ST. 
La conception a été réalisée dans un laps de temps remarquable entre juillet et décembre 1984.
La présentation d'un prototype en janvier 1985 au Consumer Electronics Show de Las Vegas  marque le début d'une ère nouvelle pour Atari dont l'activité se trouve relancée.
Shivji a conçu l'Atari ST ( ST signifie Sixteen/Thirty-two soit « seize/trente-deux » ) comme le premier membre d'une gamme d'ordinateurs 16/32 bits qui s'étendra sur 7 ans jusqu'à son ultime déclinaison avec le Falcon030.
Il a dirigé la conception de l'Atari TT jusqu'à son départ de la société.